# Gazoduc Kherson-Armyansk-Djankoï-Simferopol
Le Kherson-Armyansk-Djankoï-Simferopol est un gazoduc qui relie le continent à la Crimée, il se situe en Ukraine.

## Histoire
L'infrastructure a commencé par le tronçon de gazier de Djankoï-Simféropol puis en 1976 le tronçon Armiansk-Djankoï.
À partir de 1977 des travaux de doublement, le passage en 700 mm et pour le relier en passant sous le Dniepr au système continental par l'usage d'un système de forage horizontal.
Il est relié aux gazoducs Simféropol-Sébastopol, Djankoï-Feodosia-Kertch, Krasnoperekopsk-Hlibovka et Strilkovo-Djankoï.
Depuis 2020 les livraisons de gaz vers la Crimée sont interrompues.